# EE C-C (EFSJ)
A EE C-C foi uma locomotiva elétrica produzida em 1949 pela English Electric para a Estrada de Ferro Santos a Jundiaí (EFSJ) como parte no seu plano de eletrificação das linhas. Operaram regularmente entre Santos e Jundiaí de 1950 a 1996, quando foram desativadas por obsolência.

## História

### Projeto e construção
A ferrovia Santos-Jundiaí foi aberta em 1867 por capitalistas britânicos que formaram a São Paulo Railway (SPR) para administrá-la e se constituiu no mais importante monopólio da América do Sul, pois era o único caminho moderno a ligar o porto de Santos ao resto do estado de São Paulo. Até 1935, quando o monopólio do transporte foi quebrado pela Sorocabana através da ferrovia Mairinque-Santos, a SPR auferiu grandes lucros e pouco se investiu na modernização da ferrovia. Com a Segunda Guerra Mundial, ocorreu um racionamento do carvão e as ferrovias que usavam largamente esse combustível para suas locomotivas sofreram paralisações e prejuízos financeiros. A SPR foi fortemente impactada e se encontrava no final de sua concessão. Ainda assim, solicitou autorização para iniciar os estudos de eletrificação da ferrovia Santos-Jundiaí. Os projetos foram lançados em dezembro de 1944. Os britânicos esperavam oferecer o investimento na eletrificação como contrapartida para uma nova concessão da ferrovia, porém a queda de Getúlio Vargas e o fim do Estado Novo trouxeram uma onda nacionalista e a ferrovia acabou encampada pelo governo brasileiro em 13 de setembro de 1946, sendo rebatizada Estrada de Ferro Santos-Jundiaí. Um dia antes da encampação, os administradores britânicos celebraram um contrato de eletrificação com a empresa English Electric.
As obras de eletrificação de 85 quilômetros começaram em fins de 1946, porém sofreram atrasos por conta da English Electric ter sofrido dificuldade em obter insumos no pós guerra. Os primeiros equipamentos chegaram ao Brasil em 1948, enquanto que as locomotivas somente no ano seguinte. Foram encomendas quinze locomotivas, que entraram em operação entre 1950/51. A 16º locomotiva foi montada com peças sobressalentes em 1958:
| Entrega das locomotivas | Entrega das locomotivas |
| Ano                     | Quantidade              |
| ----------------------- | ----------------------- |
| 1950                    | 8                       |
| 1951                    | 7                       |
| 1958                    | 1                       |
| Total                   | 16                      |

### Operação
A primeira locomotiva realizou sua viagem inaugural em 20 de julho de 1950, conduzindo um trem de passageiros de oito carros entre São Paulo e Jundiaí transportando uma comitiva liderada pelo ministro dos transportes João Valdetaro de Amorim e Mello.. O lote de 15 locomotivas foi totalmente entregue em 1951. A alta disponibilidade das máquinas incentivou a Santos-Jundiaí (sucessora da São Paulo Railway) a adquirir uma nova locomotiva, entregue em 1958.
Durante a década de 1970, o crescimento no tráfego de cargas fez com que a frota de 16 locomotivas começasse a sofrer problemas técnicos (agravados pelo fim da English Electric em 1968), reduzindo a frota operacional para 13 locomotivas em 1972. Para amenizar a situação, a Rede Ferroviária Federal (controladora da Santos-Jundiaí desde 1957) trouxe para São Paulo algumas locomotivas elétricas Siemens-Schuckert B-B (RFFSA) para permitir ciclos de manutenção mais prolongados. Isso deu uma sobrevida às locomotivas English e permitiu que a Rede Ferroviária Federal estudasse a aquisição de um novo modelo para substituir as locomotivas English entre 1983 e 1988.
A aposentadoria precoce das Siemens-Schuckert em 1987 e a escolha de novas locomotivas similares à Série 251 da Renfe financiadas pelo governo espanhol colocaram as locomotivas English em fase de aposentadoria. No entanto, em 1989 o governo brasileiro estava em crise econômica e desistiu da aquisição, preferindo realizar uma reforma emergencial em algumas das locomotivas English. Essa reforma permitiu uma operação precária até a desativação das locomotivas, por obsolência, em 1996.

### Preservação
Três locomotivas English Electric, estacionadas no pátio da Luz desde 1996, foram cedidas pelo Departamento Nacional de Infraestrutura de Transportes para a Associação Brasileira de Preservação Ferroviária onde receberão restauro:
| Locomotivas preservadas | Locomotivas preservadas                                                  |
| Número                  | Local                                                                    |
| ----------------------- | ------------------------------------------------------------------------ |
| 1005 (9006)             | São Paulo, mantida pela Associação Brasileira de Preservação Ferroviária |
| 1007 (9007)             | Cruzeiro, mantida pela Associação Brasileira de Preservação Ferroviária  |
| 1016 (9016)             | Cruzeiro, mantida pela Associação Brasileira de Preservação Ferroviária  |

## Acidentes e incidentes
- 4 de maio de 1994 - São Paulo: um trem de passageiros da Fepasa chocou-se contra uma locomotiva English Electric, utilizada na manutenção da CBTU, próximo da estação Barra Funda. O acidente deixou um saldo de 2 mortos e 12 feridos.[9]